# Pradettes (Toulouse)
Pour les articles homonymes, voir Pradettes.
 (novembre 2018).
Si vous disposez d'ouvrages ou d'articles de référence ou si vous connaissez des sites web de qualité traitant du thème abordé ici, merci de compléter l'article en donnant les références utiles à sa vérifiabilité et en les liant à la section « Notes et références ».
Les Pradettes sont un quartier de Toulouse situé à l'ouest de la ville, entre les quartiers de Lardenne, Basso Cambo, Mirail et La Cépière. Le quartier a une superficie de 168 hectares et est peuplé (en 2016) de 6 292 habitants. La densité de population est actuellement légèrement supérieure à la moyenne de Toulouse .
Le quartier a commencé à être urbanisé au début des années 1980, avec un mélange de pavillons individuels et de petits ensembles collectifs qui laissaient initialement une large place aux espaces verts. L'occupation s'est densifiée dans les décennies suivantes, et l'augmentation de la population y a été la plus forte de toute la ville entre 1990 et 1999. Ainsi, du côté de Brughes, là où paissaient encore, en 2000, les derniers moutons et les derniers poneys du secteur, l'espace se trouve aujourd'hui totalement urbanisé, de même qu'autour du Touch.

## Économie
Plus qu'un quartier résidentiel, les Pradettes sont un pôle d'activités qui accueille un grand nombre d'entreprises. Parmi les plus populaires, on peut citer France 3, Motorola, Météo-France, le STNA (Service technique de la navigation aérienne faisant partie de la Direction générale de l'Aviation civile) et La Dépêche du Midi.
Depuis le début des années 2000, des entreprises liées aux nouvelles technologies viennent s'y développer (ex : Cap Gémini).

## Commerces et équipements publics
Le quartier dispose d'une vingtaine de commerces de proximité, pour la plupart localisés aux alentours de la place des Pradettes.
Un marché a lieu tous les samedis matin sur la place depuis 2016.
Dans le quartier sont implantés quatre groupes scolaires, dont le plus récent, l'école Germaine-Tillion, a été inauguré en 2019 .
En octobre 2007 a été ouverte une bibliothèque de quartier baptisée Bibliothèque des Pradettes.

## Vie associative et culturelle
On trouve aux Pradettes une trentaine d'associations sportives et culturelles. Le collectif des Associations des Pradettes  fédère la vie associative du quartier en organisant notamment des évènements festifs réguliers (forum des associations, fête du quartier, fête des familles, fête de la soupe, etc.).
Plusieurs festivals et évènements militants sont également organisés sur le quartier :
- Festival NIGLO, organisé en 2010 et ayant rassemblé sur 2 jours les plus grands noms du jazz manouche.
- Festival "Saison d'elles" dédié à la création artistique féminine et féministe (2016 et 2018)[6]
- Festival de théatre de rue "Les sauvages" (première édition en 2019[7])
- Mini-village "Bien se nourrir en ville demain" en 2020[8].

## Évolution du quartier et enjeux actuels
En 2015, les Pradettes intègre le dispositif « nouveau contrat de ville » et devient un quartier prioritaire de la politique de la ville. Le quartier est également classé en zone de sécurité prioritaire. L'école Ferdinand de Lesseps est classée en REP (Réseau d'éducation prioritaire) en 2015, avec effet à la rentrée scolaire 2015.
La municipalité Toulouse a identifié le centre des Pradettes comme une priorité de « cœur de quartier » afin de redynamiser l'attractivité des commerces et améliorer les espaces publics. Entre 2014 et 2019, des améliorations notables sont aménagées sur la place : tables de pique-nique, barrières sécurisantes pour les enfants, patio fleuri. En 2019, le nouveau cœur de quartier est inauguré.
En septembre 2020, le collectif des associations des Pradettes a établi une feuille de route intitulée "CAP 2030"  qui précise sa vision du quartier à échéance 2030 et dans laquelle il propose de contribuer à une prise en compte des besoins exprimés par les habitants eux-mêmes. Les principaux volets en sont les suivants :
- Des équipements publics à la hauteur du quartier. Certains équipements sont saturés (ex : préfabriqués dans les écoles), ou vieillissants, et malgré un tissu associatif dynamique, il manque certains équipements support à un développement harmonieux du quartier. Notamment, une maison des associations et une salle de spectacle sont demandés par les associations depuis plusieurs années, ainsi que de nouveaux espaces sportifs.
- Une maitrise de l'urbanisation du quartier, qui a subi une forte densification au cours des dernières années (873 nouveaux logements ont été construits ou vont être livrés sur la période 2016-2021 [12] ). Le collectif propose de limiter la densification, notamment sur le secteur Bordeblanche (où la mairie a annoncé son intention de construire 300 logements supplémentaires), de diminuer le nombre de T1 au profit de T2 et T3 pour préserver l'équilibre social, et de limiter les constructions à R+1 ou R+2.
- L'aménagement d'un espace agro-urbain, comportant une ferme urbaine, des espaces boisés, un jardin pédagogique et des jardins collaboratifs[12]. Le collectif propose de mener à bien ce projet sur le terrain de 2 hectares situé au chemin de Bordeblanche, l'un des derniers espaces non construits du quartier. Ce projet est plus particulièrement porté par l'association Natures-Pradettes fondée en 2019.